# 第76回カンヌ国際映画祭
第76回カンヌ国際映画祭（だい76かいカンヌこくさいえいがさい、2023 Cannes Film Festival）は、2023年5月16日から12日間に渡って開催された。スウェーデンの映画監督リューベン・オストルンドが審査委員長を務めた。パルム・ドールはジュスティーヌ・トリエ監督のフランス映画『落下の解剖学』が受賞した。

## 概要
今回はオープニング作品にマイウェン監督、ジョニー・デップ主演のフランス映画『ジャンヌ・デュ・バリー　国王最期の愛人』、クロージング作品にピーター・ソーン監督のピクサー映画『マイ・エレメント』が選出され、公式ポスターには女優のカトリーヌ・ドヌーヴの60年以上に及ぶキャリアと社会的な貢献を讃え、彼女が主演した1968年公開のフランス映画『別離』の撮影中にフランス南部のリゾート地であるサントロペ近郊のパンプローヌ海岸で撮影された一枚が採用された。また、カトリーヌ・ドヌーヴは開会式のレッドカーペットにも出席した。
日本からはコンペティション部門に是枝裕和監督の『怪物』とヴィム・ヴェンダース監督が渋谷区内の公共トイレを新たなデザインで改修するプロジェクト「THE TOKYO TOILET」を題材に役所広司演じる渋谷の公共トイレ清掃員の日々を描いた『PERFECT DAYS』、カンヌ・プレミア部門に北野武監督の『首』、カンヌ・クラシックス部門に小津安二郎監督の『長屋紳士録』と『宗方姉妹』、ACID部門に二ノ宮隆太郎監督の『逃げきれた夢』、監督週間に平井敦士監督の短編映画『ゆ』がそれぞれ出品され、
『怪物』が脚本賞（坂元裕二）とクィア・パルム賞、『PERFECT DAYS』が男優賞（役所広司）とエキュメニカル審査員賞を受賞した。また、TikTokと映画祭によるコラボレーション企画「#TikTokShortFilm コンペティション」において上田慎一郎監督の「レンタル部下」がグランプリを受賞した。